# Mistrovství Evropy juniorů v atletice 2017
24. Mistrovství Evropy juniorů v atletice – sportovní závod organizovaný EAA se konal v italském městě Grosseto. Závod se odehrál od 20. července – 23. července 2017.

## Výsledky

### Muži
| Soutěž                         | Zlato                                                            | Výkon     | Stříbro                                                             | Výkon        | Bronz                                                          | Výkon        |
| 100 m                          | Filippo Tortu                                                    | 10.73     | Samuel Purola                                                       | 10.79        | Oliver Bromby                                                  | 10.88        |
| 200 m                          | Toby Harries                                                     | 20.81 PB  | Jona Efoloko                                                        | 20.92 PB     | Samuel Purola                                                  | 21.00        |
| 400 m                          | Vladimir Aceti                                                   | 45.92     | Tymoteusz Zimny                                                     | 46.04 PB     | Jonathan Sacoor                                                | 46.23        |
| Běh na 800 m                   | Marino Bloudek                                                   | 1:48,70   | Markhim Lonsdale                                                    | 1:48,82      | John Fitzsimons                                                | 1:49,15      |
| Běh na 1500 m                  | Jake Heyward                                                     | 3:56,73   | Dries De Smet                                                       | 3:56,98      | Adrián Ben                                                     | 3:57,32      |
| Běh na 5000 m                  | Jakob Ingebrigtsen                                               | 14:41,67  | Tariku Novales                                                      | 14:44,66     | Dorin Andrei Rusu                                              | 14:46,07     |
| Běh na 10 000 m                | Dorin Andrei Rusu                                                | 31:08,86  | Serhij Polikarpienko                                                | 31:10,85 PB  | Sezgin Ataç                                                    | 31:12,18     |
| Běh na 110 m překážek (100 cm) | Jason Joseph                                                     | 13,41     | Robert Sakala                                                       | 13,48 PB     | Luis Salort                                                    | 13,48        |
| Běh na 400 m překážek          | Wilfried Happio                                                  | 49,93     | Alessandro Sibilio                                                  | 50,34 PB     | David José Pineda                                              | 50,41        |
| 3000 m překážek                | Jakob Ingebrigtsen                                               | 8:50,00   | Alexis Phelut                                                       | 8:53,73      | Louis Gilavert                                                 | 8:57,12      |
| štafeta 4 × 100 m              | Milo Skupin-Alfa Thomas Barthel Jonathan Petzke Emanuel Stubican | 39,48     | Andrei Alexandru Zlatan Nicholas Artuso Mario Marchei Filippo Tortu | 39,50        | Javier Troyano Pol Retamal Daniel Ambros Sergio López          | 39,59        |
| štafeta 4 × 400 m              | Vladimir Aceti Edoardo Scotti Klaudio Gjetja Alessandro Sibilio  | 3:08,68   | Lorenzo Omari Lidji Mbaye Fabrisio Saidy Regis Durrheimer           | 3:09,04      | Mateusz Rzeźniczak Antoni Walicki Maciej Hołub Tymoteusz Zimny | 3:09,32      |
| chůze na 10 000 m              | (EAA) Sergej Širobokov                                           | 43:21,29  | José Manuel Pérez                                                   | 44:17,23     | Eduard Zabużenko                                               | 44:22,16     |
| skok do výšky                  | Maksim Nedasekau                                                 | 2,33 CR   | Dmytro Nikitin                                                      | 2,28 PB      | Tom Gale                                                       | 2,28 PB      |
| skok o tyči                    | Armand Duplantis                                                 | 5,65 CR   | Bo Kanda Lita Bähre                                                 | 5,45         | Romain Gavillon                                                | 5,35 PB      |
| skok daleký                    | Miltiadis Tentoglou                                              | 8,07      | Jakub Andrzejczak                                                   | 8,02 PB      | Héctor Santos                                                  | 7,96 PB      |
| trojskok                       | Martin Lamou                                                     | 16,97     | Andrea Dallavalle                                                   | 16,87        | Melvin Raffin                                                  | 16,82        |
| vrh koulí (6 kg)               | Marcus Thomsen                                                   | 21,36     | Szymon Mazur                                                        | 20,70        | Odisseas Mouzenidis                                            | 20,67        |
| hod diskem (1.75 kg)           | Oskar Stachnik                                                   | 62,01 PB  | Hleb Żuk                                                            | 60,16        | George Evans                                                   | 59,05        |
| hod kladivem (6 kg)            | Hlib Piskunow                                                    | 81,75     | Alaksandr Szymanowicz                                               | 77,74        | Dániel Rába                                                    | 75,95        |
| hod oštěpem                    | Cyprian Mrzygłód                                                 | 80,52     | Alaksiej Katkavets                                                  | 76,91 PB     | Lukas Moutarde                                                 | 74,22 PB     |
| desetiboj                      | Niklas Kaul                                                      | 8435 bodů | Johannes Erm                                                        | 8141 bodů PB | Karel Tilga                                                    | 8002 bodů PB |

### Ženy
| Soutěž            | Zlato                                                          | Výkon       | Stříbro                                                      | Výkon       | Bronz                                                 | Výkon      |
| 100 m             | Gina Akpe-Mosesová                                             | 11,71       | Keshia Kwadwo                                                | 11,75       | Ingvild Meinsethová                                   | 11,77      |
| 200 m             | Maya Bruneyová                                                 | 23,04       | Sophia Junková                                               | 23,45       | Katrin Fehmová                                        | 23,49 PB   |
| 400 m             | Anastasija Bryzhina                                            | 52,01       | Andrea Miklósová                                             | 52,31 PB    | Hannah Williamsová                                    | 52,55 PB   |
| 800 m             | Khahisa Mhlanga                                                | 2:06,96     | Ellie Bakerová                                               | 2:07,01     | Gabriela Gajanová                                     | 2:07,15    |
| 1500 m            | Amelia Quirková                                                | 4:13,25     | Liliana Georgieva                                            | 4:16,73 PB  | Harriet Knowles-Jonesová                              | 4:17,53    |
| 3000 m            | Delia Sclabasová                                               | 9:10,13     | Mathilde Sénéchalová                                         | 9:20,05 PB  | Nadia Battoclettiová                                  | 9:24,01 PB |
| 5000 m            | Jasmijn Lauová                                                 | 16:38,85    | Miriam Dattkeová                                             | 16:39,81    | Floor Doornwaardová                                   | 16:41,71   |
| 100 m překážek    | Solène Ndama                                                   | 13,15 PB    | Alicia Barrettová                                            | 13,28       | Klaudia Siciarzová                                    | 13,33      |
| 400 m překážek    | Yasmin Gigerová                                                | 55,90       | Agata Zupinová                                               | 55,96 NR    | Viivi Lehikoinenová                                   | 56,49      |
| 3000 m překážek   | Lisa Oedová                                                    | 10:00,79 PB | Tatjana Šebanova                                             | 10:03,32 PB | Gülnaz Uskunová                                       | 10:19,44   |
| štafeta 4 × 100 m | Katrin Fehm Keshia Kwadwo Sophia Junk Jennifer Montag          | 43,44       | Éloïse de la Talle Sarah Mingas Estelle Raffai Marine Mignon | 44,03       | Ebony Carr Alisha Rees Maya Bruney Olivia Okoli       | 44,17      |
| štafeta 4 × 400 m | Iwanna Awramczuk Dzhojs Koba Iryna Marczak Anastasija Bryzhina | 3:32,82     | Vanessa Aniteye Meike Gerlach Alica Schmidt Corinna Schwab   | 3:33,08     | Mair Edwards Maya Bruney Ella Barrett Hannah Williams | 3:33,68    |
| chůze na 10 000 m | (EAA) Jana Šmerdovová                                          | 47:19,69    | Teresa Zurek                                                 | 47:33,20    | Meryem Bekmez                                         | 48:33,88   |
| skok do výšky     | Michaela Hrubá                                                 | 1,93        | Karina Taranda                                               | 1,87        | Maja Nilssonová                                       | 1,85       |
| skok o tyči       | Lisa Gunnarssonová                                             | 4,40        | Molly Caudery                                                | 4,35 PB     | Wilma Murtová                                         | 4,15       |
| skok daleký       | Milica Gardasevićová                                           | 6,46        | Tabea Christová                                              | 6,41 PB     | Kaiza Karlénová                                       | 6,32       |
| trojskok          | Wialeta Skvarcova                                              | 14,21       | Ilionis Guillaume                                            | 13,97       | Naomi Ogbeta                                          | 13,68      |
| vrh koulí         | Julia Ritterová                                                | 17,24       | Jorinde van Klinkenová                                       | 16,89 PB    | Anna Niedbała                                         | 16,32 PB   |
| hod diskem        | Alexandra Emilianovová                                         | 56,38       | Karolina Urbanová                                            | 53,88 PB    | Kristina Rakočevićová                                 | 53,56      |
| hod kladivem      | Kateřina Skypalová                                             | 64,78       | Eva Mustafić                                                 | 63,09 PB    | Michaela Walsh                                        | 61,27      |
| hod oštěpem       | Nikol Tabačková                                                | 55,10       | Carolina Visca                                               | 53,65       | Elina Kinnunenová                                     | 52,94      |
| sedmiboj          | Alina Shukhová                                                 | 6381 bodů   | Géraldine Ruckstuhlová                                       | 6357 bodů   | Sarah Laggerová                                       | 6083 bodů  |